# Spodoptera sebghana
Spodoptera sebghana är en fjärilsart som beskrevs av Jules Leon Austaut 1880. Spodoptera sebghana ingår i släktet Spodoptera och familjen nattflyn. Inga underarter finns listade i Catalogue of Life.